# Джок'якарта
Джок'якарта (індонез. Yogyakarta) — старовинне місто в Індонезії, на острові Ява. Столиця спеціального округу Джок'якарта, яким керує султан.
Місто розташоване за 30 км від вулкана Мерапі. До 1006 було столицею явансько-індійського царства Матарам, знищеного виверженням вулкана. У 1946-49 роках, під час війни за незалежність, Джок'якарта була тимчасовою столицею Індонезії. Неподалік міста — всесвітньо відомі храмові комплекси Боробудур і Прамбанан. 
27 травня 2006 року шестибальний землетрус зруйнував більшу частину міста. Землетрус спричинив загибель майже 30 тисяч людей, 138 тисяч отримали поранення. Понад пів мільйона будинків отримали пошкодження або були повністю зруйновані.

## Освіта
У місті розташований університет Гаджа Мада, один з найстаріших та найбільших вищих навчальних закладів у країні. Інші державні університети: Державний університет Джок'якарти, Ісламський університет Сунан-Каліджага і Індонезійський інститут мистецтв.
У місті також знаходяться кілька відомих приватних університетів, таких як Джок'якартський університет Мухаммадія, Джок'якартський коледж медичних наук Ахмада Яні, Ісламський університет Індонезії, Університет Атма Джая, Християнський університет Дута Вакана й Університет Саната Дхарма.
У місті розташований найбільший військовий музей країни — Музей Дхарма Віратама.

## Транспорт

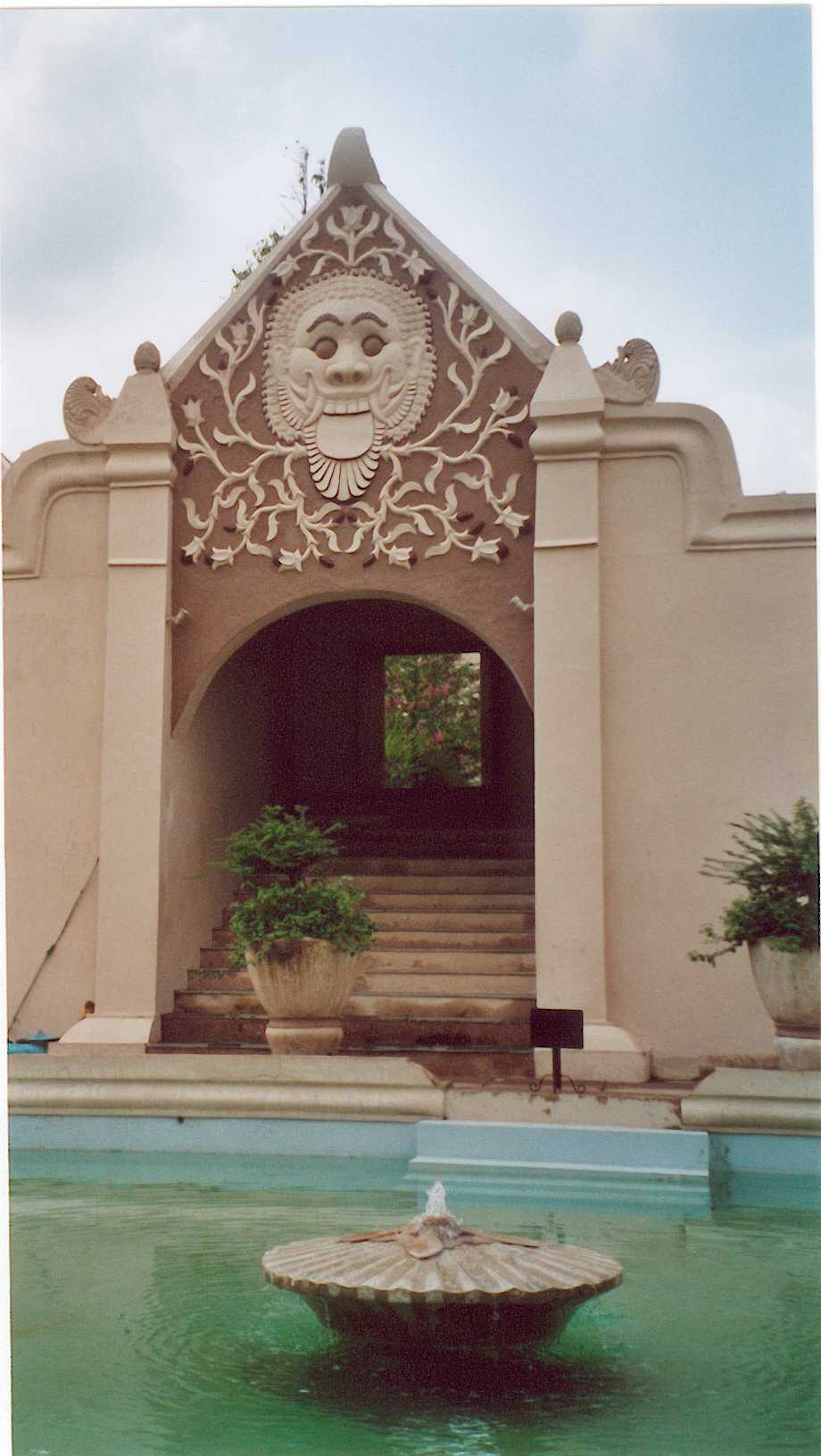
Водний палац

Джок'якарту обслуговує Міжнародний аеропорт Адісукіпто, який з'єднує місто з іншими великими містами Індонезії, такими як Джакарта, Сурабая, Денпасар, Макасар, Балікпапан, Банджармасін, Пеканбару, Палембанг та Понтіанак. Він також з'єднує місто з Сінгапуром (авіакомпанії SilkAir та Indonesia AirAsia) та Куала-Лумпуром (авіакомпанія Indonesia AirAsia).
Джок'якарта розташована на одній з двох головних залізничних магістралей через Яву між Джакартою або Бандунгом і Сурабаєю. Місто має два пасажирських залізничних вокзали: вокзал Тугу, який обслуговує поїздки бізнес-класу та вокзал Лемпуянган, який обслуговує поїзди економ-класу. Обидва вокзали розташовані в центрі міста.
Місто має розгалужену систему внутрішньоміських автобусних маршрутів і є відправним пунктом для міжміських автобусів в інші міста на Яві і на Балі. Мотоцикли, безумовно, є найбільш використовуваним персональним транспортом, але все більша частина жителів купує автомобілі.

## Клімат
Джок'якарта знаходиться в зоні саванного клімату (Aw за класифікацією кліматів Кеппена). На клімат міста сильно впливають мусони. Середньорічна температура знаходиться в межах від 26 до 27 градусів Цельсія. Найжаркіший місяць — квітень з середньою температурою 27,1 °C.
| Клімат Джок'якарти      | Клімат Джок'якарти | Клімат Джок'якарти | Клімат Джок'якарти | Клімат Джок'якарти | Клімат Джок'якарти | Клімат Джок'якарти | Клімат Джок'якарти | Клімат Джок'якарти | Клімат Джок'якарти | Клімат Джок'якарти | Клімат Джок'якарти | Клімат Джок'якарти | Клімат Джок'якарти |
| Показник                | Січ.               | Лют.               | Бер.               | Квіт.              | Трав.              | Черв.              | Лип.               | Серп.              | Вер.               | Жовт.              | Лист.              | Груд.              | Рік                |
| Абсолютний максимум, °C | 31                 | 32                 | 32                 | 33                 | 32                 | 32                 | 32                 | 32                 | 34                 | 35                 | 35                 | 32                 | 35                 |
| Середній максимум, °C   | 29,8               | 30,2               | 30,4               | 31,3               | 31,1               | 31,0               | 30,3               | 30,7               | 31,1               | 31,4               | 30,7               | 30,1               | 30,7               |
| Середня температура, °C | 26,3               | 26,5               | 26,6               | 27,1               | 26,9               | 26,2               | 25,4               | 25,6               | 26,4               | 27,0               | 26,8               | 26,4               | 26,4               |
| Середній мінімум, °C    | 22,9               | 22,8               | 22,9               | 23,0               | 22,7               | 21,5               | 20,6               | 20,6               | 21,7               | 22,7               | 23,0               | 22,8               | 22,3               |
| Абсолютний мінімум, °C  | 20                 | 20                 | 18                 | 20                 | 18                 | 16                 | 17                 | 16                 | 17                 | 18                 | 20                 | 20                 | 16                 |
| Норма опадів, мм        | 392                | 299                | 363                | 149                | 141                | 68                 | 29                 | 16                 | 49                 | 136                | 237                | 278                | 2157               |
| Вологість повітря, %    | 82                 | 82                 | 81                 | 78                 | 77                 | 74                 | 74                 | 71                 | 69                 | 73                 | 77                 | 82                 | 77                 |
| ----------------------- | ------------------ | ------------------ | ------------------ | ------------------ | ------------------ | ------------------ | ------------------ | ------------------ | ------------------ | ------------------ | ------------------ | ------------------ | ------------------ |
| Джерело:                |                    |                    |                    |                    |                    |                    |                    |                    |                    |                    |                    |                    |                    |